# Georg Kuphaldt
Georg Friedrich Ferdinand Kuphaldt (født 6. juni 1853 i Plön i Holsten, død 14. april 1938 i Berlin i Tyskland) var en indflydelsesrig tysk landskabsarkitekt, gartner og dendrolog i det Russiske Kejserrige.
I en alder af 27 blev Kuphaldt forfremmet til den måske mest prestigefyldte stilling i hans karriere som direktør for byens haver og parker i Riga. De følgende næsten 35 år var han ansvarlig for etableringen og udviklingen af den nyoprettede administration af byens haver og parker, hvis strukturer er bevarede indtil i dag. I perioden 1880 til 1914 var han også involveret i planlægningen af parker og haver i hele det russiske imperium. Nogle af Kuphaldts mest berømte værker er Vinterpaladsets og Oranienbaums haver i Sankt Petersborg samt lokaliteter i Nisjnij Novgorod, Dagomys i Sotji, Tsarskoje Selo og Kadriorg Slottet i Tallinn.